# Hisai
Hisai (久居市 -shi) é uma cidade japonesa localizada na província de Mie.
Em 2003 a cidade tinha uma população estimada em 41 669 habitantes e uma densidade populacional de 610,98 h/km². Tem uma área total de 68,20 km².
Recebeu o estatuto de cidade a 1 de Agosto de 1970.
Em 2006, a cidade de Hisai e outros distritos foram incorporadas a cidade de Tsu, deixando de existir.